# Дольменная культура
Дольменная культура  или культура строителей дольменов — археологическая культура, распространённая на Западном Кавказе в среднем бронзовом веке. Ареал охватывает преимущественно горные лесистые территории по обе стороны Главного Кавказского хребта. На востоке ограничивается бассейном реки Лаба, но, возможно, включал Карачаево-Черкесию и распространялся до города Железноводска в Ставропольском крае. По побережью Чёрного моря доходит до города Очамчира в Абхазии. В некоторых районах ареал культуры, возможно, выходит и на равнинные территории: г. Майкоп и аул Уляп в Адыгее).

## История открытия и исследований
Первым описал именно дольмены, а не каменные ящики, в 1818 г. Тебу де Мариньи — член Одесского общества истории и древностей. Затем в 1837—1839 гг. о них писали и другие путешественники: Джеймс Белл и Дюбуа де Монпере.
Впервые практическое изучение дольменов начал во второй половине XIX века Н. Л. Каменев (1869—1870 гг.). Затем дольмены копали Е. Д. Фелицын (1878—1886 гг.), в те же времена — П. С. Уварова, В. М. Сысоев, В. И. Сизов.
Раскопки 1898 г. Н. И. Веселовского у станицы Царской (ныне Новосвободной) открыли миру культуру, предшествующую дольменной.
Позже памятники исследовали многие учёные (В. В. Бжания, О. М. Джапаридзе и др.), но внимание уделялось лишь дольменам, хотя краевед И. Н. Аханов в 1945—1950 гг. исследовал в Геленджикской бухте древнее поселение, содержащее и дольменные материалы. В Воронцовской пещере в пятидесятые годы были обнаружены слои дольменной культуры Л. Н. Соловьёвым. В 1960 г. имеющийся к тому времени материал по дольменам обобщил и систематизировал в своей книге Л. И. Лавров.
Следующий этап ознаменовало создание в 1967 г. специального отряда для изучения дольменов под руководством В. И. Марковина (участвовали также: П. У. Аутлев, В. И. Козенкова, В. В. Бжания). С 1967 по 1975 г. был добыт огромный материал. Особенно важно, что тогда началось направленное изучение поселений дольменной культуры. В первую очередь это раскопки в 1970 г. Дегуакско-Даховского поселения на реке Белой, в Адыгее. Также экспедицией было исследовано временное становище на Богатырской поляне, в районе станицы Новосвободной.
В 1967 г. археолог из Майкопа П. У. Аутлев открыл ещё два дольменных поселения в районе Новосвободной, на реке Фарс (Новосвободненское 1 — в урочище Клады и Новосвободненское 2 — в урочище Старчики). Первое из них шурфовалось в 80-е гг. XX в. А. Д. Резепкиным, а второе поселение, получившее название «Старчики», исследовалось тогда же в течение десятка лет М. Б. Рысиным.
Постепенно известных поселений дольменной культуры становилось всё больше. Так, в районе станицы Новосвободной сейчас известны ещё Осиновое II, Чубукин Бугор, Старчики II, а также ещё одна стоянка или поселение на Богатырской поляне.
Но всё же активных исследований поселений почти не проводилось. Основное внимание исследователей направлено на дольмены (А. М. Бианки, А. Н. Гей, А. В. Дмитриев, Н. Г. Ловпаче, В. И. Марковин, Б. В. Мелешко, А. Д. Резепкин, М. К. Тешев, В. А. Трифонов Архивная копия от 2 июля 2015 на Wayback Machine). Впервые в нашей стране были также проведены реконструкции мегалитических комплексов (В. А. Трифонов).
В последние годы развивается и такое направление исследований, как археоастрономия (Н. В. Кондряков, М. И. Кудин). Вместе с тем, профессиональными археологами и отдельными энтузиастами фиксируются всё новые и новые дольмены и дольменные группы. В первую очередь — на южном склоне Главного Кавказского хребта.

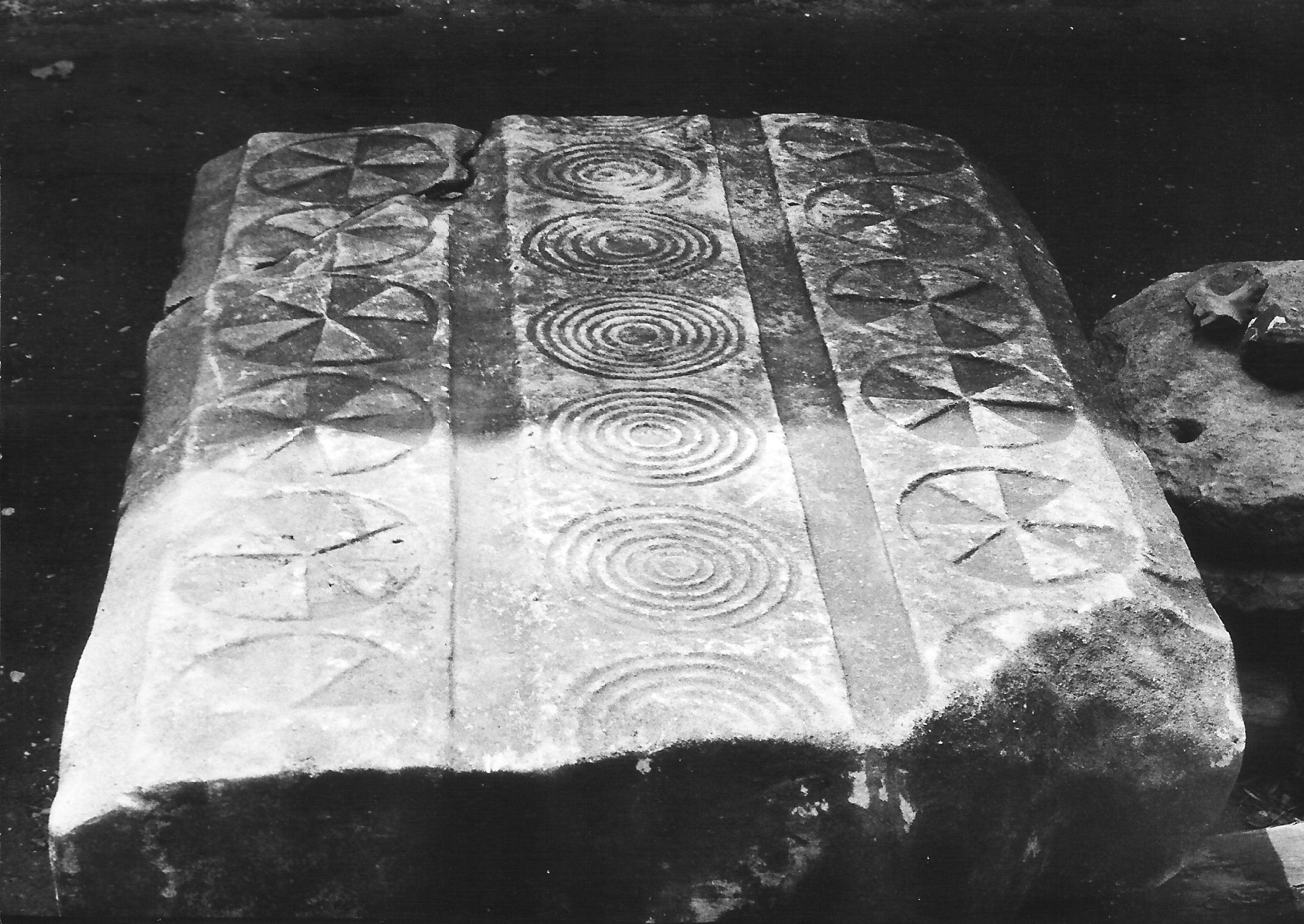
Гравированная известняковая плита раннего периода. Урочище Клады

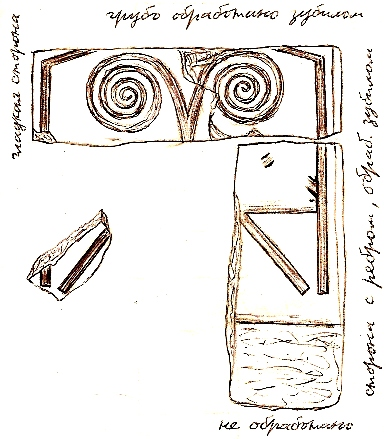
Реконструкция гравированной известняковой плиты раннего периода. Урочище Клады 2

## Происхождение и датировка
Дольменная культура пришла на смену новосвободненской синкретичной культуре. Последняя объединяла в себе традиции, идущие ещё из местного энеолита культуры накольчатой жемчужной керамики и майкопской культуры, корни которой находятся в Северной Месопотамии. Определённая преемственность между новосвободненской (или по-другому — поздним периодом майкопско-новосвободненской общности, МНО) и дольменной культурой наблюдается. Это мегалитические гробницы, некоторые параллели в керамике, месторасположение поселений и т. д. Пока ещё нет полной ясности в том, была ли смена населения при появлении дольменной культуры, что было в финале их истории. Тем более что имеется много недостроенных дольменов. Предметом споров является проблема происхождения самого мегалитического строительства на Западном Кавказе. А оно может и не совпадать с движением этносов. Кроме того, некоторые предметы и технологии дольменной культуры имеют аналоги и более ранние проявления в эгейском бассейне и в Малой Азии.
Формированию «дольменной» керамики, возможно, способствовал импульс со стороны протоколхской и затем очамчирской культур. Это предположение основывается на распространении в ареал дольменной культуры (или культур) керамического комплекса именно из восточного Причерноморья.
Важным событием недавнего времени стали первые находки сюжетных петроглифов на дольменах — охотничьей сцены и борьбы двух человечков, «близнецов». Второе изображение с дольмена в посёлке Джубга имеет аналоги на антропоморфных стелах кеми-обинской культуры Крыма и юга Украины. Это уже позволяет усматривать какую-то общность идеологий, а может быть, и происхождения населения двух сопредельных регионов.
Дольменная культура следует непосредственно за новосвободненской, то есть появляется примерно с 2900—2800 гг. до н. э. Имеются некоторые даты радиоуглеродного анализа: 2340±40 л. до н. э. — возраст угля перед входом в дольмен комплекса Псынако-I, около 2070 л. до н. э. — возраст угля из гончарного горна из нижнего слоя (2060±80 л. до н. э.) Дегуакско-Даховского поселения. 1800—1500 л. до н. э. — датировка дольмена Колихо. Дольмены перестают возводить около 1400—1300 гг. до н. э.. Хотя существуют и другие взгляды на хронологию древних культур региона и даже на их последовательность.

## Постдольменный горизонт
Собственно дольменную культуру сменила культура периода поздней бронзы (1200—1100 л. до н. э.), получившая в последние годы название «постдольменный горизонт» (термин В. Р. Эрлиха). Раньше эта культура называлась «прикубанской», что не совсем удачно с точки зрения географии. Сейчас этот термин почти вышел из употребления. С начала 90-х годов было определено наличие значительных поселений и погребальных комплексов. Но только в первые десятилетия 2000-х годов они широко стали подвергаться планомерному изучению.
Для этой культур характерно переиспользование для своих погребений целых дольменов или же отдельных плит от дольменов (возможно, не повсеместно). В последнем случае сооружались грубые «ящики-рамы», с добавлением в конструкцию валунов и досок. Предметы материальной культуры имеют признаки перехода от дольменной культуры к протомеотской раннего железного века. Также инвентарь этого периода имеет аналоги в кобанской культуре.

## Поселения и жилища

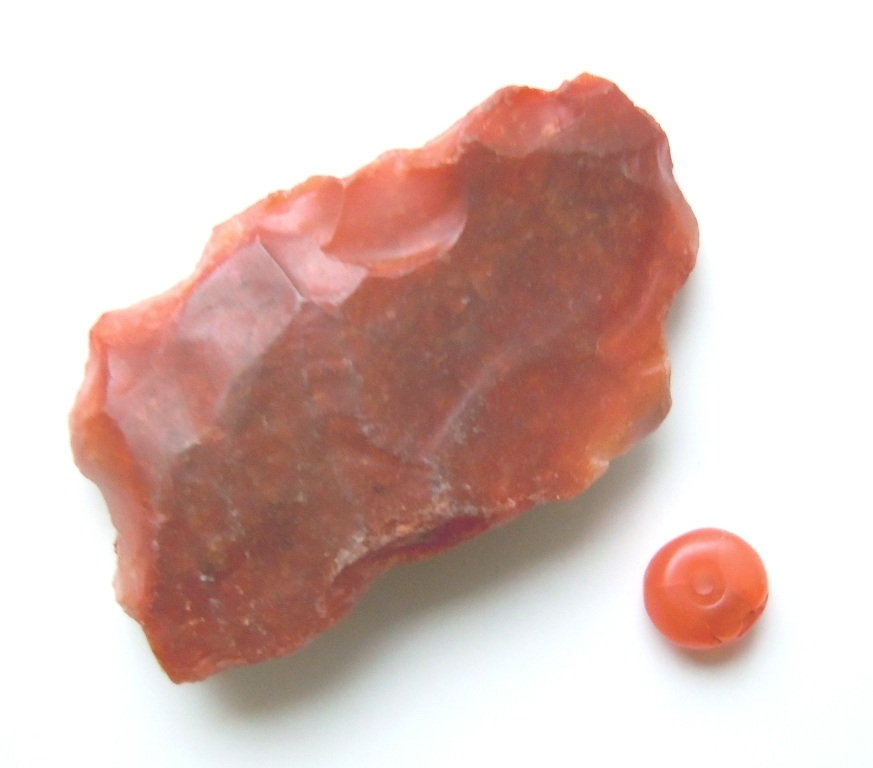
Осколок обожжённого кварца и сердоликовая бусина. Поселение Чубукин Бугор

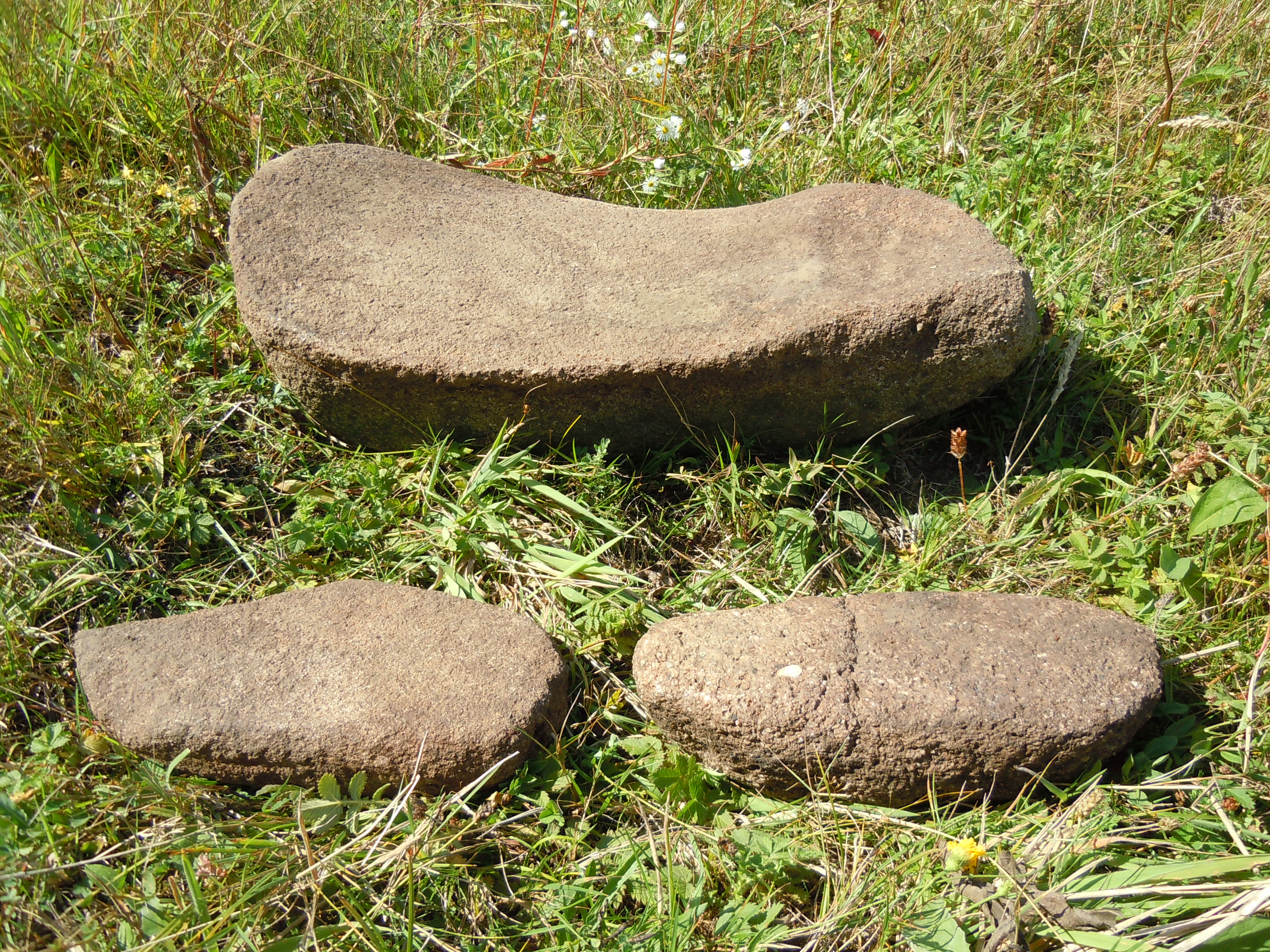
Зернотёрка и куранты. Поселение Клады, Адыгея

Поселения дольменной культуры располагались ближе к воде: на приречных террасах и склонах, около ручьёв. Известны также стоянки строителей дольменов на возвышенностях водоразделов: на Богатырской поляне (около станицы Новосвободной) и на горе Аутль (у села Солох-аул). Дома дольменников были турлучные, с глинобитными полами. Камень применялся только для незначительных выкладок. Имелись глинобитные печи и обмазанные глиной хозяйственные ямы. Для жилья использовали и пещеры. Обнаружены остатки глинобитной печи для обжига керамики.

## Экономика
Экономика дольменной культуры базировалась на скотоводстве и мотыжном земледелии. Больше всего, видимо, было свиней. Содержали также крупный и мелкий рогатый скот. Имелась лошадь и собака. Какую-то роль играла также рыбалка и охота (в том числе и на дельфина). Из ремёсел были развиты керамическое производство, обработка камня, металлургия и ткачество. О ткачестве свидетельствуют пряслица. Занимались кожевенным делом. Землю обрабатывали с помощью грубых галечных мотыжек. Собирали урожай с помощью серпов с кремнёвыми вкладышами. А зерно мололи на зернотёрках. Развитая металлургия оставила следы в виде глиняных льячек, корольков и слитков металла, литейных форм (целых, и в обломках). И, конечно, имеются сами изделия из мышьяковистой бронзы. О дальней торговле свидетельствует сердолик из Ирана или Индии и бусы из него, а также пастовые бусы.

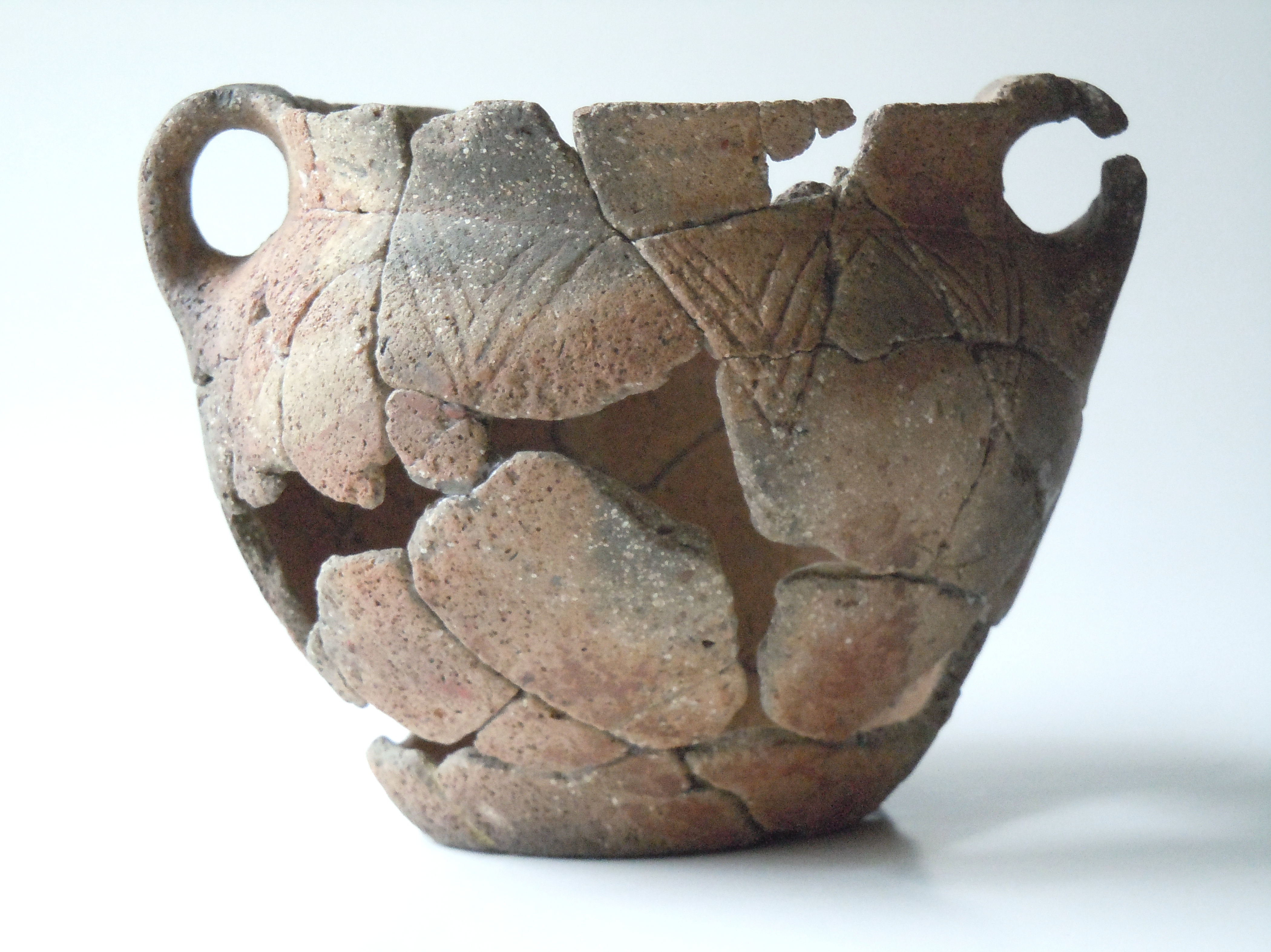
Сосуд дольменой культуры

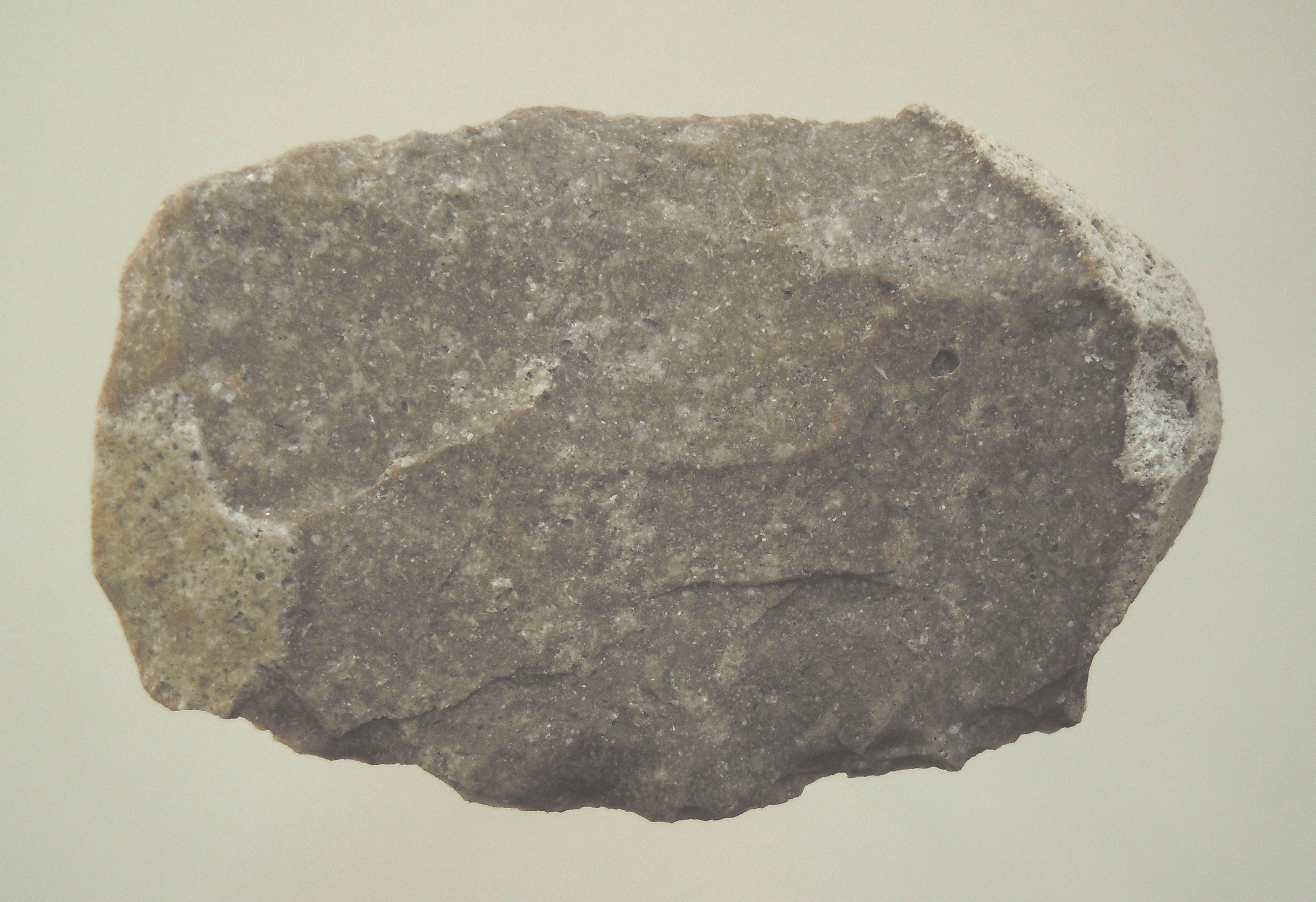
Заготовка вкладыша серпа. Поселение на Богатырской поляне, Адыгея

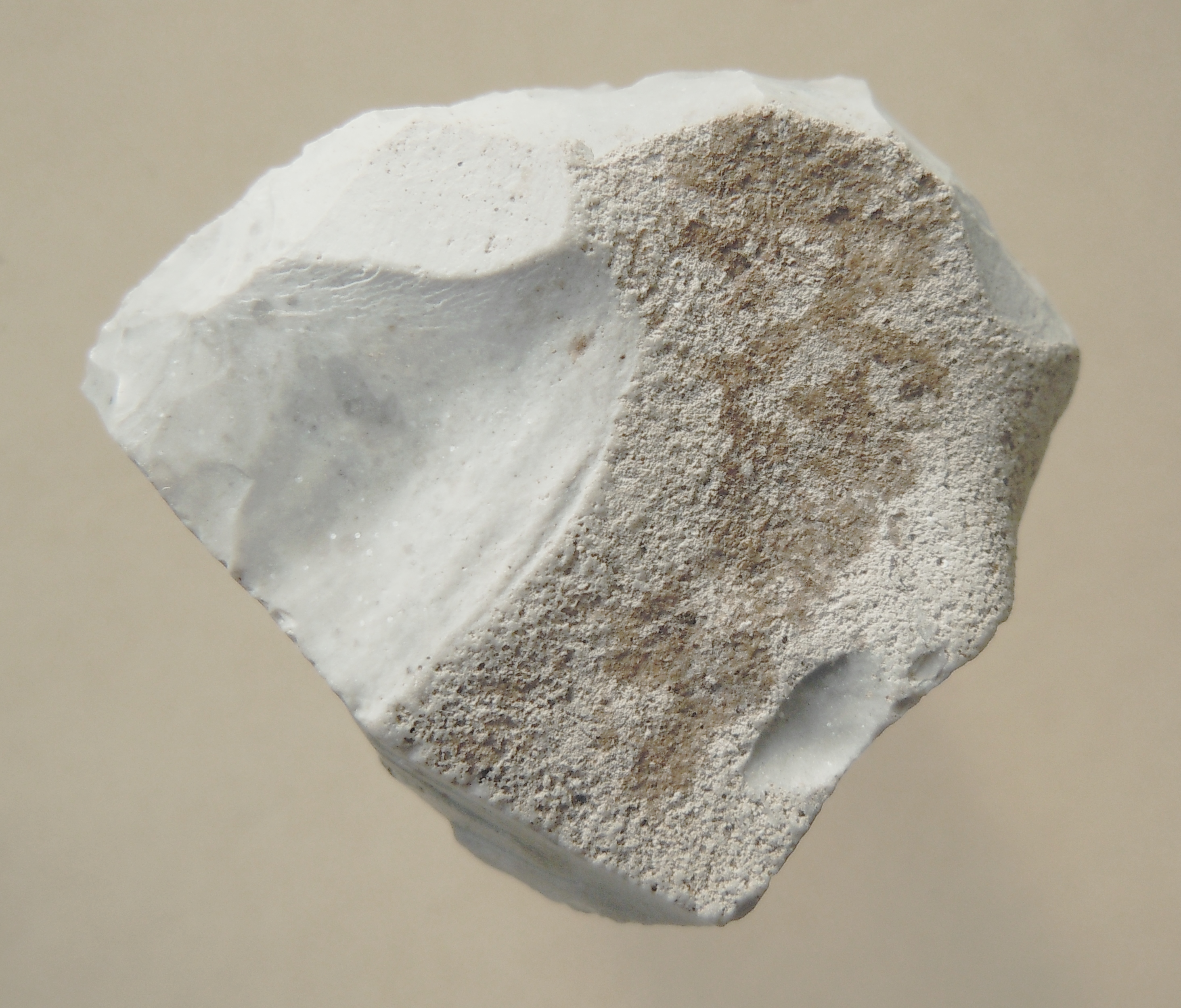
Кремнёвый скребок. Поселение Старчики II, Адыгея

## Предметы быта и искусства
В керамике дольменная культура значительно превосходит своих предшественников по разнообразию форм и декора сосудов. Технология же гончарства осталась прежней. Сосуды были ручной лепки, часто имели пятнистый неравномерный обжиг. Отмучивание глины не проводилось. Использовались самые разнообразные отощители, иногда довольно крупных фракций. Выступающие частицы отощителя мог прикрывать слой ангоба, белого, жёлтого, коричневого, красного и даже сиреневого цветов. В декорировании применяли окраску красной краской (в том числе, и внутренней поверхности), лощение, расчёсы. Сосуды могли не иметь орнамента совсем, а могли быть и декорированы полностью (даже кольцевой поддон имел насечки). Орнамент наносили прочерчиванием; штампиками; ногтевыми вдавлениями; гребенчатым штампом; защипами; налепами в виде валиков, сосков, вдавленных сосков, кнопковидных налепов; налепного или накольчатого жемчужника. Характерно прочерчивание внутренней поверхности некоторых сосудов, видимо, предназначавшихся для сыпучих продуктов или жидкости (как, например, сосуды с носиком). Сосуды имели ручки: разнообразные петельчатые, маленькие ручки-ушки для продевания верёвки и массивные ручки-упоры.
Индустрия расщепления камня ещё существовала, но находилась на излёте — кремня сравнительно мало (вкладыши серпов с зубчатым или прямым лезвием, скребки и скрёбла, проколки, наконечники дротиков и стрел и т. п.). Наконечники дротиков имеют черешковые насады. Наконечники стрел иногда могут иметь пильчатую ретушь. Насады у них бывают разные: черешковые, с прямым основанием (базой), с вогнутым основанием и с опущенными шипами, с глубокой выемкой-насадом в прямом основании.
Имеется обилие абразивных инструментов — точил, тёрочников. Много зернотёрок, отбойников, гладилок. Продолжалось использование какого-то количества каменных клиновидных топоров и зубил для работы по дереву и мягкому камню при монументальном строительстве. Не очень часто, но применялось крупное сверление по камню, например, отверстий в булавах. Имеются находки необработанного сердолика, бус из него и из других видов камня. Находят также бусы из стеклянной пасты.
Мелкая пластика дольменников предположительно представлена маленькой человеческой головой из песчаника с довольно примитивным изображением лица. Она была найдена в окрестностях Адлера. Одна известняковая статуэтка грузной женщины была извлечена из дольмена селения Отхара в Абхазии. Фигурка сидящей женщины найдена в дольмене у села Хуап в Абхазии. На Дегуакском поселении обнаружена головка от антропоморфной керамической статуэтки. Больше всего статуэток обнаружено на поселении Старчики. Это мелкие фигурки из глины, изображающие быка, вола, корову, свинью, барана, зубра и кабана.
Оставляя гравировку и роспись дольменов для соответствующей статьи, следует отметить каменный диск с неясными, но скорее, астрономическими знаками из дольмена на реке Колихо. Он пока не имеет аналогов. Также остаются уникальными и с непонятным предназначением известняковые плиты с резным орнаментом. Параллели изображениям на них имеются в Средиземноморье, в куро-араксской культуре, на дольменах бассейна реки Кяфар. Одна почти целая плита и осколок от неё, имеющие ряды кругов, содержащих лапчатые кресты или концентрические окружности, были найдены в засыпке над двориком дольмена Серебряного кургана Кладов (1984 г.). Фрагменты ещё одной плиты, с изображением, содержащим волюты, найдены в толще каменного кургана в Кладах 2. Там же находилась узкая плита с одиночным зигзагом (змейкой?). Уникальная известняковая колонна с ребристой капителью находилась в земляной толще другого кургана в Кладах 2, недалеко от очень большого дольмена ранней конструкции, в которой она первоначально подпирала потолок, о чём свидетельствует гнездо под её основание в полу дольмена и оставшиеся в нём сколы.
Изделий из кости известно немного: проколки, подвески из зуба оленя и клыка кабана, какие-то неопределённые поделки. Была найдена муфта для каменного топора из рога оленя.
Металл представлен находками в дольменах листовидных бронзовых ножей-кинжалов с закруглёнными или заострёнными концами. Топоры имеются двух видов — колунообразные, предназначенные для работы по дереву, и боевые, имеющие вытянутое изогнутое книзу лезвие. Для работы по дереву и камню служили бронзовые тёсла. К орудиям труда относятся и бронзовые шилья. Имеются находки бронзовых крюков, предназначенных для доставания мяса из котлов. Из металла также делали украшения: височные подвески, спиральные трубочки, бусы.
В подкурганном неграбленном дольмене (Клады 2) находилась деревянная плоская антропоморфная скульптура длиной 92 см.

## Погребения
Кроме погребений в дольменах, в настоящее время известны также погребения в гротах и простых грунтовых могилах, которые относятся к этой культуре. Исследовано одно грунтовое парное погребение на Богатырской поляне, но принадлежность его к дольменной культуре осталось под вопросом. Оно имело хаотичную обкладку камнем. Найденные И. И. Цвинария грунтовые погребения в пределах кромлеха одного из дольменов у села Отхар в Абхазии, тоже должны относиться к дольменной культуре. Имеются и другие грунтовые погребения с дольменным инвентарём в Абхазии, а также в районе Новороссийска. У аула Агуй-Шапсуг, на реке Гнокопсе, были вскрыты две грунтовые могилы, частично обложенные тонкими каменными плитами. Обряд погребения соответствует дольменному.
Что касается погребений в гротах, то они обнаружены в Воронцовской пещере близ Адлера, в пещере у Старых Гагр, под навесами Лавинной балки у реки Бзыбь, в Михайловской пещере у г. Сухуми. Исследователи отмечали, что при создатели данных объектов стремились достигнуть определённой герметичности захоронений.
На южном склоне Главного Кавказского хребта дольменники сооружали небольшие подземные колодцевидные гробницы. Их выкладывали необработанным плитняком с перекрытием в форме неполного ложного свода. Верхнее отверстие перекрывалось плитой. Производились также захоронения в каменных ящиках, но их известно пока мало (Агойский могильник). Принадлежность к дольменой культуре мелких сооружений из необработанных камней пока остаётся под вопросом.
Относительно самих монументальных гробниц, то их предназначение никогда не было предметом научных споров. Так как оно вполне очевидно и было подтверждено уже самыми первыми исследованиями. Тем не менее, имеется ещё много нерешённых вопросов относительно погребального ритуала, социального статуса погребённых. Не ясно, как всё это менялось со временем.

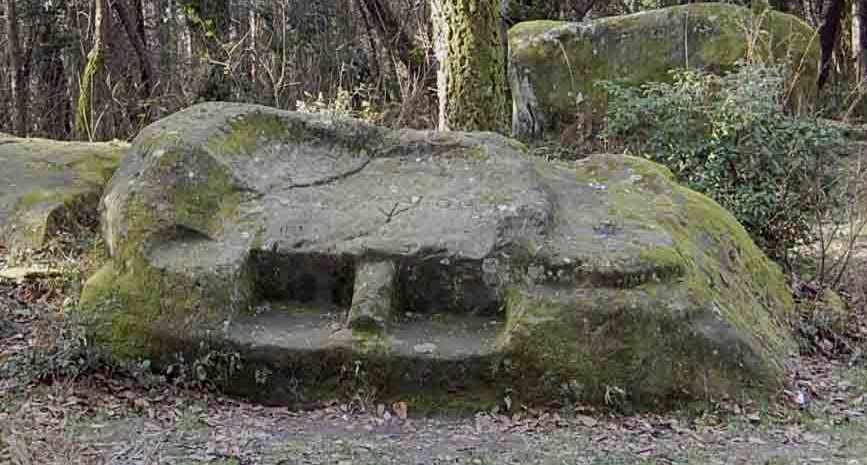
Кудепстинский культовый камень

Хотя дольмены часто использовали для своих захоронений более поздние народы, тем самым нарушая или даже полностью уничтожая первоначальные погребения, всё же было сделано достаточно наблюдений, чтобы восстановить погребальный обряд людей дольменной культуры. Возможно, что и не все его варианты. Погребения в наиболее ранних дольменах были скорченые одиночные и гораздо реже — парные. Но позже гробницы могли содержать кости и нескольких десятков людей.
Так исследования В. А. Трифонова позволяют определить погребения в дольменах как вторичные. То есть это хранилища костей или частично мумифицированных останков, наподобие общественных мегалитических гробниц Западной Европы. Это однако не исключает индивидуальных захоронений привилегированных членов общества.

## Святилища

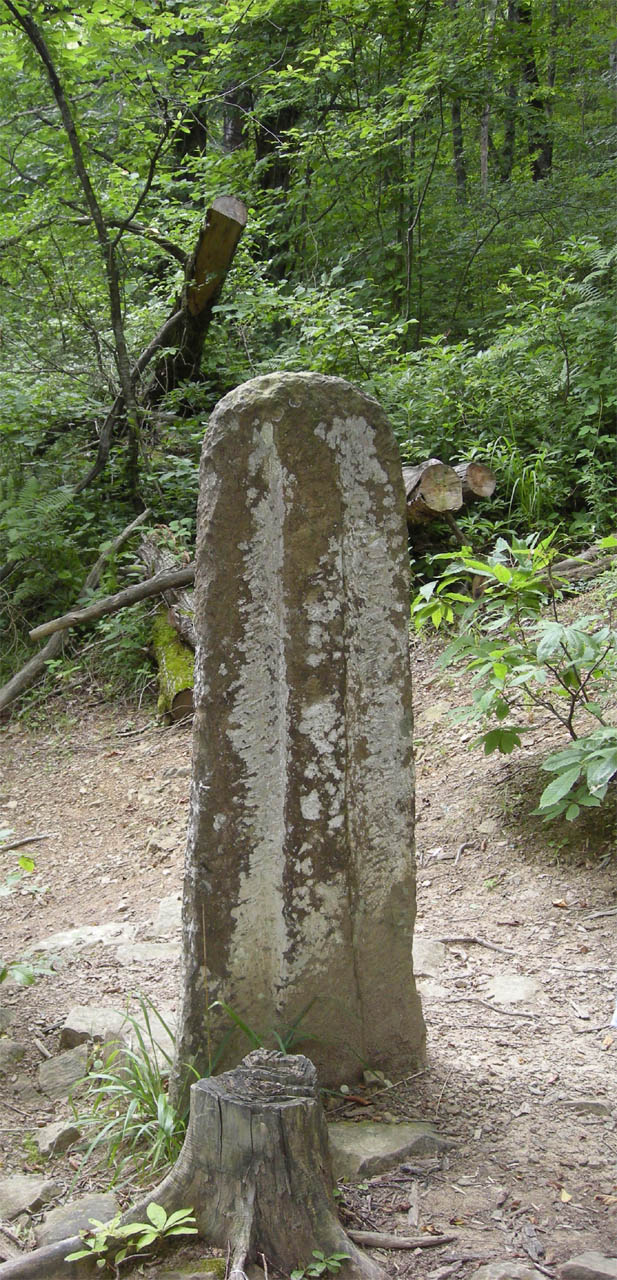
Менгир. Долина реки Аше

Пока не обнаружено каких-то отдельных храмовых построек дольменной культуры. Но есть все основания считать, что такую роль выполняли дольмены. Об этом свидетельствует и соответствующее оформление фасадной части сооружений (портал, дворик), которая явно была предназначена для посещения людьми и отправления ими определённых культовых действий. Также другие особенности архитектуры дольменного комплекса (кромлех, дромос, менгир) несут информацию о религиозных представлениях и космогонии древнего народа. Много в этом плане даёт дольменно-курганное святилище Псынако I, под Туапсе. Последнее наиболее наглядно показывает роль в ритуале такой конструктивной особенности некоторых дольменов, как дромос. Дальнейшего изучения требуют гравировки на поверхностях дольменов и в их камерах (символы воды, гор, календарно-астральные символы), а также лунки, на самих дольменах или на отдельных камнях. Интересен также и астрономический аспект мировоззрения дольменников.
Хотя отдельные культовые объекты помимо дольменов всё же имеются. Такими объектами являются отдельно от дольменов расположенные чашечные камни c лунками, кругами и другими изображениями.
Некоторыми исследователями, к дольменной культуре относится и кудепстинский Черкесский камень (также культовый и жертвенный) — песчаниковая глыба с имеющимися на ней двумя выемками, похожими на сиденья, корытообразным углублением и лунками. Предполагают, что на таких камнях и находились трупы, подвергаясь разложению и частичной мумификации. Или здесь происходили мистерии, посвящённые Великой Матери.
Имеются также сообщения о разграблении, а позже и полной разборке на камень пирамидальной конструкции в районе Архипо-Осиповки. По рассказам, сооружение высотой до 12 м было сложено из прямоугольных каменных плит.

## Известные поселения
- Богатырская поляна, урочище в районе станицы Новосвободная — стоянка, 1970 г.[36], местонахождение (ок. 1993 г.) и поселение (2014 г.).
- Геленджик, город — поселение и стоянка на берегу моря. 1) Поселение в северной части Геленджикской бухты. Б. С. Жуков, 1928, 1929 гг. и в 1949, 1950 гг. исследовалось И. И. Ахановым. 2) Стоянка в западной части Геленджикской бухты. И. И. Аханов, 1950 г.[37]
- Дагомысская пещера — Адлерский район Большого Сочи, на реке Западный Дагомыс. С. А. Кулаков, Г. Ф. Барышников, В. А. Трифонов, 2001, 2002 гг.[38]
- Дегуакско-Даховское — поселение около станицы Даховской, Адыгея. В. И. Марковин, 1970 г.[39]
- Дивноморское, село около Геленджика — поселение на берегу моря, открыто в 1986 г.[40]

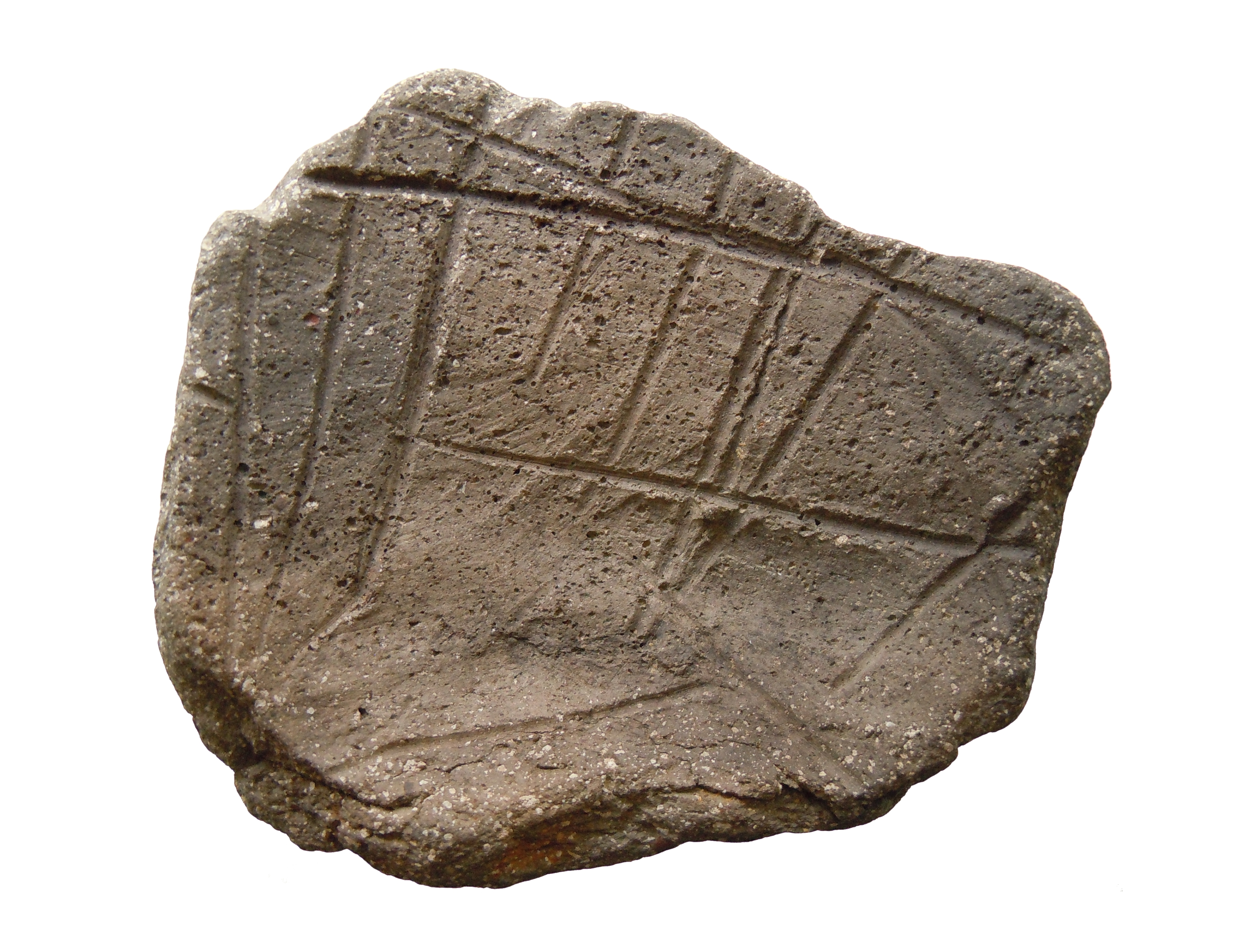
Фрагмент керамики с внутренним прочерчиванием

- Клады — поселение в районе станицы Новосвободная, Адыгея, открыто П. А. Аутлевым в 1967 г. (Новосвободненское 1)[41], шурфовалось А. Д. Резепкиным.
- Клады 2 — признаки поселения. Район станицы Новосвободная, Адыгея.
- Лукашова поляна — поселение в районе станицы Новосвободная, Адыгея[42].
- Старчики и Старчики 2 — поселения в районе станицы Новосвободная, Адыгея. Старчики открыто П. А. Аутлевым в 1967 г. (Новосвободненское 2)[43], шурфовалось М. Б. Рысиным[44].
- Чубукин Бугор — поселение в районе станицы Новосвободная, Адыгея.
- Шепси — поселение на реке Шепси, Туапсинский район. Верхний слой.[45]
- Шумская поляна — поселение в районе станицы Новосвободная, Адыгея[42].

## Поселения и могильники постдольменного горизонта

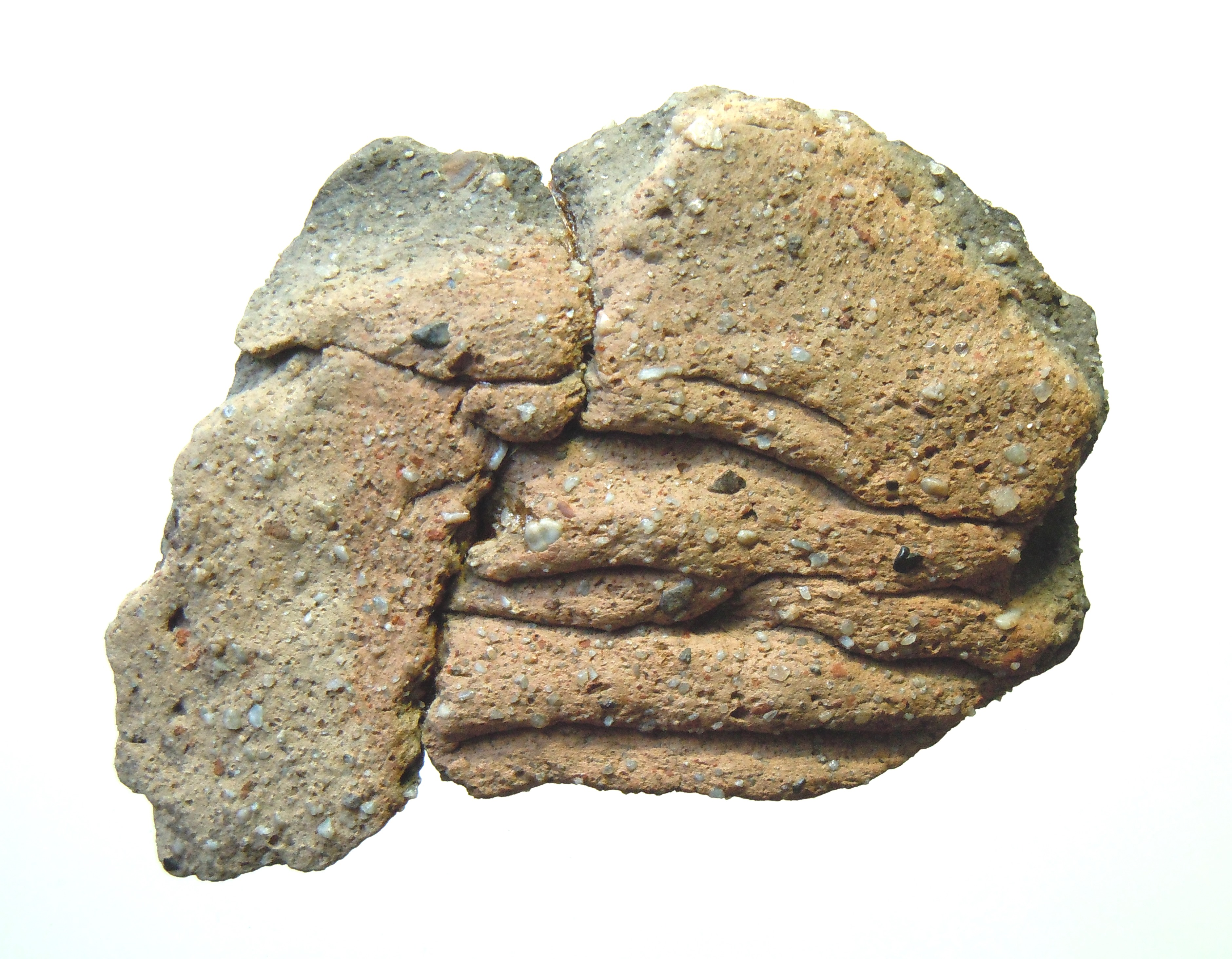
Фрагмент керамики постдольмен-ного горизонта

- Гавердовский хутор — погребение около данного хутора (Адыгея). Грунтовое с частичной кремацией, в каменном ящике-раме[46].
- Деметра-1, 3 — поселение(-я) между хутором Гавердовский и станицей Ханская, Адыгея. Экспедиция В. Р. Эрлиха, 2014 г. Возможно, имеется определённая общность с постдольменныи горизонтом[47].
- Дольмен № 1 на поселении Осиновое II в районе станицы Новосвободная. Переиспользование в период постдольменного горизонта.
- Жирная поляна — поселение в районе станицы Новосвободная, Адыгея.
- Осиновое II — поселение в районе станицы Новосвободная, Адыгея. Многослойное.
- Осиновое III — поселение в районе станицы Новосвободная, Адыгея. Постдольменный горизонт (?).
- Севастопольский — могильник в районе станицы Севастопольская, Адыгея. Экспедиция В. Р. Эрлиха.
- Шушук — могильник с дольменами, курганом (Шушук-новый 48), ящиками-рамами и поселением (Шушук-новый 33), по названию реки Шушук, в районе посёлка Победа, Адыгея. Дольмены обнаружились и были исследованы в 2009, 2011, 2013 гг. и три из них реконструировались на новом месте в 2016 г. А. Д. Резепкиным. Изучался недавно ограбленный курган, а также вновь открытые ящики-рамы и поселение В. Р. Эрлихом в 2017 г.[21]